# سيج وين
سيج وين (بالإنجليزية: Cygwin) هو مجموعة من الأدوات طُورت من قبل حلول سيجنوس للسماح لنُسخ مايكروسوفت ويندوز المختلفة بمحاكاة أنظمة يونكس. البرامج المدعومة من قبل سيج وين تعمل جيداً على ويندوز إن تي ، ويندوز 2000 ، ويندوز إكس بي وويندوز فيستا وما فوق وبعض البرامج بإمكانها أن تعمل على ويندوز 9x. سيج وين يقدم الملفات والمكتبات التي تجعل إعادة ترجمة Recompile وتشغيل تطبيقات يونكس على أنظمة ويندوز أمر يسير.
سيج وين يتم تطويره من قبل موظفي رد هات ونت أب وآخرون. كريستوفر فايلور هو مدير فريق تطوير سيج وين. سيج وين برنامج حُرّ تحت رخصة جنو العمومية.

## وصلات خارجية
- الموقع الرسمي